# 东岩 (加那利群岛)
东岩（西班牙語：Roque del Este）是西班牙加那利群岛中的一个无人小岛，也是奇尼霍群岛的一部分，在兰萨罗特岛东北11公里处。面积为0.06平方公里，最高点海拔为84米。该岛在行政上隶属于主体部分位于兰萨罗特岛的特吉塞市镇。
东岩是奇尼霍群岛最东部的小岛，面积在群岛中倒数第二。如同加那利群岛中的其他岛屿一样，东岩也是起源于火山。东岩为一个自然保护区的一部分，同时也是奇尼霍群岛自然公园的一部分。